# Југославија на избору за Песму Евровизије 1986.
Југославија је учествовала на такмичењу за песму Евровизије 1986, одржаном у Бергену, Норвешка, након што је одустала од прошлогодишњег такмичења у Гетеборгу, Шведска.

### Југовизија 1986.
Југословенско национално финале за њихов избор одржано је 7. марта 1986. у хали Боро и Рамиз у Приштини, а домаћин је био Енвер Петровци, познати позоришни глумац.
Шеснаест песама се пласирало у национално финале, које је ЈРТ емитовала широм Југославије. Победник је одлучен гласовима осам регионалних жирија (Сарајево, Загреб, Скопље, Титоград, Београд, Љубљана, Приштина и Нови Сад).
Победничка песма је "Жељо моја" у извођењу хрватске певачице Дорис Драговић, а компоновао Зринко Тутић .
| Редни бр. | ТВ станице | Извођач                                         | Песма                   | Бодова | Место |
| --------- | ---------- | ----------------------------------------------- | ----------------------- | ------ | ----- |
| 1         | ТВЗг       | Нови фосили                                     | "Боби бр. 1"            | 52     | 2     |
| 2         | ТВПр       | Ферки Шаља, Ивана Виталић и Шермин Заим         | "Све у своје време"     | 11     | 14    |
| 3         | ТВЉ        | Божидар Волфанд                                 | "То је живот"           | 14     | 13    |
| 4         | ТВПр       | Виолета Реџепагић и Милица Милисављевић Дугалић | "Нора"                  | 26     | 7     |
| 5         | ТВСа       | Хари Мата Хари                                  | "У твојој коси"         | 42     | 5     |
| 6         | ТВСк       | Сеид Мемић Вајта                                | "Сандра"                | 18     | 12    |
| 7         | ТВБг       | Дадо Топић                                      | "Љубав"                 | 47     | 4     |
| 8         | ТВНС       | Лепа Брена                                      | "Мики Мићо"             | 20     | 10    |
| 9         | ТВЉ        | Гу-Гу                                           | "Гугу гре у Холивуду"   | 39     | 6     |
| 10        | ТВСк       | Вермомент                                       | "Бел гулабе"            | 10     | 15    |
| 11        | ТВСа       | Неда Украден                                    | "Шај, јахао, шај"       | 24     | 8     |
| 12        | ТВТг       | Даниел                                          | "Пеги Су"               | 19     | 11    |
| 13        | ТВЗг       | Дорис Драговић                                  | "Жељо моја"             | 57     | 1     |
| 14        | ТВНС       | Денис & Денис                                   | "Браћа Грим и Андерсен" | 51     | 3     |
| 15        | ТВТг       | Сњежана Наумовска                               | "Остани ту"             | 24     | 8     |
| 16        | ТВБг       | Мира Беширевић                                  | "Не иди"                | 10     | 15    |

## На Евровизији
Драговић је на крају гласања добио 49 поена, заузевши 11. место од 20 земаља које се такмиче.